# كاتلين روز
كاتلين روز (بالإنجليزية: Caitlin Rose)‏ هي كاتبة غنائية وموسيقية ومغنية أمريكية، ولدت في 23 يونيو 1987 في دالاس في الولايات المتحدة.

## وصلات خارجية
- الموقع الرسمي
- كاتلين روز على موقع IMDb (الإنجليزية)
- كاتلين روز على موقع ميوزك برينز (الإنجليزية)
- كاتلين روز على موقع أول ميوزيك (الإنجليزية)
- كاتلين روز على موقع ديسكوغز (الإنجليزية)